# ألتابلي
بلدية ألتابلي (بالإسبانية: Altable)‏، هي إحدى بلديات مقاطعة برغش، التي تقع في منطقة قشتالة وليون، والتي تقع في شمال غرب إسبانيا.
يبلغ عدد سكانها 60 نسمة وفقاً لإحصائية سنة (2002).